# Длуска, Бронислава

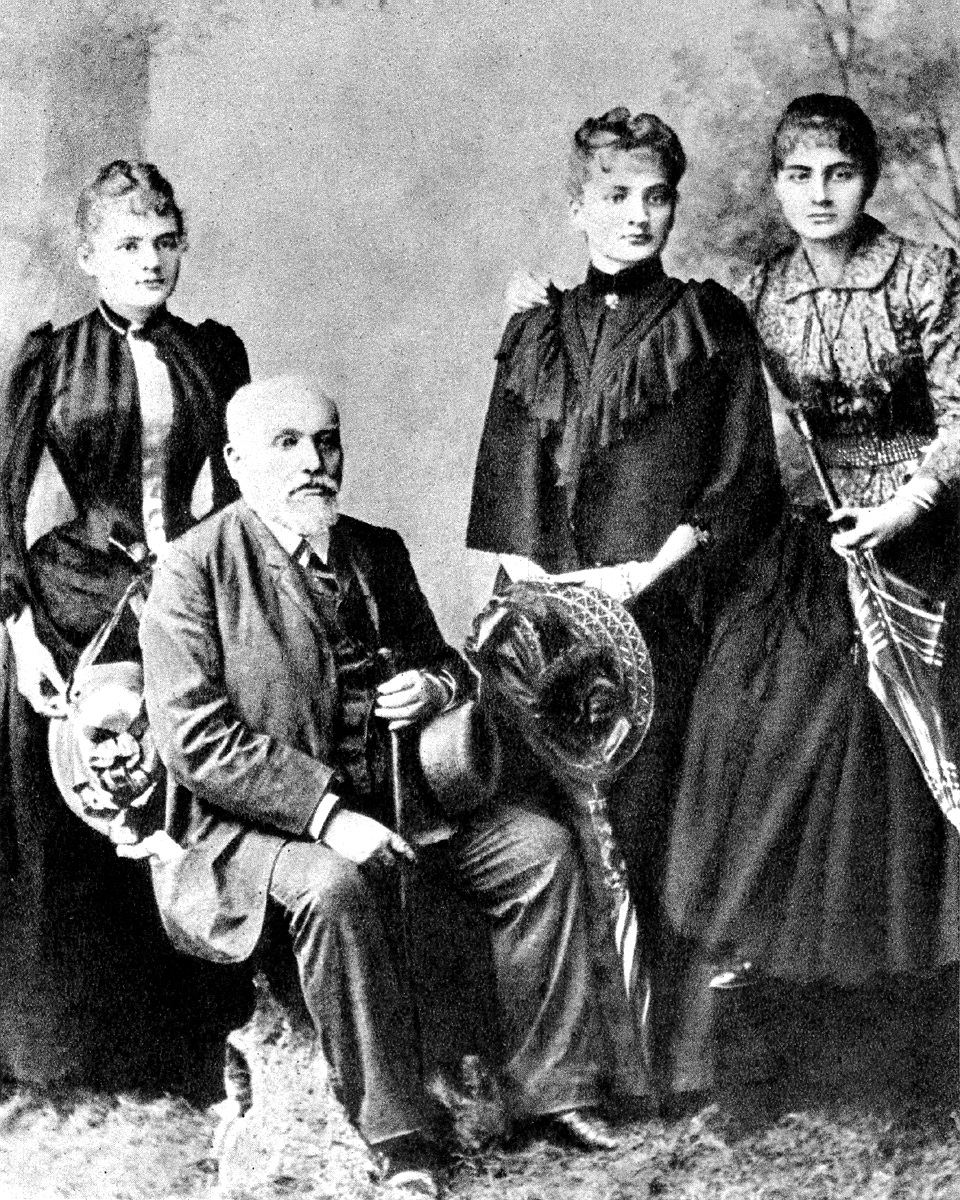
Семья Склодовских: Отец Владислав Склодовский и его дочери Мария, Бронислава и Хелена. 1890

Бронисла́ва Длу́ска (урождённая Склодо́вская; пол. Bronisława Dłuska (Sklodowska); 28 марта 1865 года, Варшава — 15 апреля 1939 года, там же) — польская медицинская работница, первый директор «Института Радия» (ныне Центр онкологии — институт имени Марии Склодовской-Кюри в Варшаве).

## Биография
Родилась в семье небогатого шляхтича герба Долэнга. Родители были педагогами. Отец Владислав Склодовский — директором мужских гимназий в Варшаве. Бронислава была старшей сестрой Марии Склодовской-Кюри.
Сестры Склодовские — Мария и Бронислава — договорились по очереди отработать несколько лет гувернантками, чтобы затем одна за другой получить образование. Мария работала несколько лет воспитателем-гувернанткой в то время, пока Бронислава, получив среднее образование в Польше, уехала в Париж, где обучалась в медицинском институте. Окончив институт, Бронислава стала врачом .
Около 1890 года Бронислава вышла замуж за политического эмигранта, революционера и врача Казимира Длуского и пригласила сестру к себе. В 1891 году Мария в возрасте 24 лет смогла поехать в Париж, в Сорбонну, где изучала химию и физику, в то время как сестра зарабатывала средства для её обучения.
В 1902 году семья Длуских вернулась на родину и основала в Закопане санаторий для лиц с болезнями органов дыхания, в том числе туберкулёзом. В 1902—1918 гг. вместе с мужем работала врачом-пульмонологом в руководимом Казимиром Длуским санатории в Косцелиско. В Закопане и Косцелиско занималась активной общественной деятельностью. Была инициатором создания санатория Братской помощи и нового здания для Музея Татр в Закопане.
Позже, во второй половине 1920-х годов Длуские открыли под Варшавой противотуберкулёзный диспансер.
В 1930 году Бронислава по просьбе Марии Склодовской-Кюри приняла участие в сооружении «Института Радия», куда поселилась на время строительства, а затем и возглавила его, став первым директором нынешнего Центра онкологии—института им. Марии Склодовской-Кюри в Варшаве.
Умерла в 1939 году и похоронена на варшавском кладбище Старые Повонзки.